# Vadencourt, Somme

Vadencourt este o comună în departamentul Somme, Franța. În 1 ianuarie 2022 avea o populație de 102 de locuitori.